# Sharia (roman)
Sharia (2005) este romanul de debut al scriitoarei Roxana Brînceanu. Cartea a fost catalogată ca hi-tech urban fantasy și a fost recompensată cu premiul Vladimir Colin în anul 2008.

## Intriga
În dimineața care urmează unui concert rock, Jay constată că unul dintre frații ei a intrat în comă indusă de abuzul de droguri. Din cauza stării în care se află, cipul său de identificare alertează autoritățile și, curând, tânărul ajunge la spital. Dar, nefiind la prima acțiune ilegală, riscă să fie exilat. Disperată, Jay apelează la un prieten apropiat, doctorul Kurt, cerându-i să întreprindă o operație riscantă: să schimbe cipul de identificare al lui Jim cu al unei persoane decedate. Riscul nu se rezumă doar la posibila moarte a lui Jim, ci implică și o posibilă terminare a carierei pentru Kurt.
Pentru a face rost de cip, Jay acceptă o slujbă care-i cere să asasineze un om. Spre ghinionul ei, nimerește în mijlocul unei vendete rasiste, în care omul vizat de ea și câinele care-l însoțea sunt uciși. Deși scapă cu viață, Jay știe că va fi urmărită, pentru a fi eliminată și a nu putea depune mărturie în acel caz. Între timp, la doctorul Kurt se prezintă o fată, pe nume Tao, care nu-și mai amintește nimic despre trecutul ei. În timp ce caută să-i dezgroape trecutul, Kurt o dă spre îngrijire lui Jay, iar între cele două fete se înfiripă o idilă.
Împreună cu cimpanzeul Chanka, bătrânul care are grijă de ea și de frații ei, Jay caută detalii despre omul pe care trebuia să-l asasineze și află că fusese bodyguard al unei celebre trupe rock, formată dintr-un om, Liam și un doberman, Cobran. Investigațiile lor sunt oprite tocmai de acesta din urmă, care o răpește pe Jay. Întrebările lui încearcă să facă lumină în cazul asasinatului la care a asistat fata. De la el, Jay află că Liam - solistul uman - este un descendent al unei importante familii, al cărui coeficient de inteligență redus îl face un non-cetățean. Pentru a masca rușinea care s-ar abate asupra numelui familiei, rudele sale încearcă să-l țină ascuns, dar celebritatea trupei din care face parte le dă planurile peste cap.
Cobran aflase aceste detalii de la bodyguard prin intermediul câinelui, un detectiv angajat de el. Asasinarea lor nu era decât o altă încercare a influentei familii de a ascunde orice informații despre trecutul lui Liam. Folosind-o pe Jay drept momeală, Cobran speră să dejoace planurile familiei lui Liam. Între timp, Kurt realizează schimbul de cip al lui Jim, gest care îl costă slujba. Imediat după ce este demis, este cooptat în „ultima soluție”, o organizație care deține toate informațiile și pârghiile societății. Tao, fata fără amintiri, este un alt membru al organizației, mintea ei constituind o adevărată bază de date.
Planul lui Cobran dă roade, iar asasinii plătiți de familia lui Liam vin pe teritoriul său, situat în fermele agricole din afara orașului. Jay este pe punctul de a deveni victima lor, dar Kurt o salvează în ultima clipă cu prețul vieții sale. El îi predă ștafeta lui Jay, care îi ia locul în cadrul „ultimei soluții”.

## Personaje
- Jay - tânără pasionată de muzica rock a formației mixte formată din Liam și Cobran. Foarte atașată de familia ei, e dispusă să facă orice pentru a-și ajuta frații, chiar și să asasineze pe cineva. Martoră incomodă a unei acțiuni teroriste, devine ținta asasinilor plătiți de o familie importantă.
- Kurt - medic de renume, bun prieten cu Jay. După o operație ilegală, este concediat și intră în rândul organizației „ultima soluție”. Moare încercând să-i salveze viața lui Jay.
- Cobran - doberman, cântăreț care vrea să dezgroape trecutul partenerului său de scenă, Liam.
- Chanka - bătrân cimpanzeu care are grijă de Jay și de frații ei.
- Tao - fată crescută în mijlocul câinilor-iepuri, care și-a pierdut memoria. În realitate, este baza de date a „ultimei soluții”. Se îndrăgostește de Jay.
- Karyia - soția lui Kurt, pasionată de filme rasiste de pe piața neagră.
- Quinx - membru al „ultimei soluții” și șeful miliției lui Kurt.
- Ramiz-Khan - membru al „ultimei soluții” care vrea să-i predea ștafeta lui Kurt, apoi lui Jay.
- Liam - metis al cărui nivel scăzut de inteligență îl plasează în rândul non-cetățenilor. La origine, provine dintr-o familie importantă, Harada-Louganis, care vrea să ascundă legătura dintre ei.
- Chi'yah - prietena lui Cobran, în realitate un agent infiltrat al familiei Harada-Louganis.
- Papa Milton - patron de local care are legături cu lumea interlopă.
- Jim - fratele lui Jay, intrat în comă în urma unei supradoze de droguri. Pentru a evita exilarea sa pe lumile exterioare, Kurt îi schimbă cipul de identificare cu al unei persoane decedate, Sayd.
- Eli - sora lui Jay și Jim.

## Opinii critice
Scriitorul Michael Haulică consideră Sharia „un debut sclipitor cu un roman modern pentru cititorul secolului 21”, iar Ștefan Ghidoveanu crede că este „una dintre cele mai originale opere create de un autor SF din România anilor 2000+”. La rândul său, Cititor SF apreciază „Roxana Brînceanu s-a achitat până la capăt de îndatoririle sale, acelea de a transporta cititorul într-o lume fantastică numai bună de parcurs la pas domol în zilele de weekend”.
În 2008, romanul a fost recompensat cu premiul Vladimir Colin.

## Vezi și
- 2005 în științifico-fantastic